# Seillac
Seillac ist eine Ortschaft und eine Commune déléguée in der französischen Gemeinde Valloire-sur-Cisse mit 111 Einwohnern (Stand: 1. Januar 2022) im Département Loir-et-Cher in der Region Centre-Val de Loire. Die Einwohner werden Seillacais genannt.
Die Gemeinde Seillac wurde am 1. Januar 2017 mit Chouzy-sur-Cisse und Coulanges zur Commune nouvelle Valloire-sur-Cisse zusammengeschlossen. Sie gehört zum Arrondissement Blois, zum Kanton Onzain und zum Gemeindeverband Agglomération de Blois.

## Geografie
Seillac liegt am Cissereau, einem Nebenfluss der Cisse, etwa 13 Kilometer westsüdwestlich von Blois. 

## Bevölkerungsentwicklung
| Jahr                       | 1962 | 1968 | 1975 | 1982 | 1990 | 1999 | 2006 | 2017 |
| Einwohner                  | 104  | 89   | 95   | 65   | 65   | 78   | 82   | 111  |
| Quellen: Cassini und INSEE |      |      |      |      |      |      |      |      |

## Sehenswürdigkeiten
- Kirche Saint-Jacques-le-Majeur